# 사무직
사무직(事務職)은 주로 책상에서 직무를 수행하는 직업을 일컫는 말이다. 기업의 경우, 회계, 총무, 법무 서비스업 등의 관리 부문과 간접 부문 (어드미니스트레이션)이 이에 해당한다. 영업직의 대비어로서 이용될 수 있다.